# Time (O.Torvald sang)
 For alternative betydninger, se Time (flertydig). (Se også artikler, som begynder med Time)
"Time" er en sang fremført af den ukrainske gruppe O.Torvald som deltog i Eurovision Song Contest 2017. Sangen opnåede en 24. plads.

## Eksterne kilder og henvisninger
| Musik | Spire Denne musikartikel er en spire som bør udbygges. Du er velkommen til at hjælpe Wikipedia ved at udvide den. |